# Gle Pancu
Gle Pancu är en kulle i Indonesien.   Den ligger i provinsen Aceh, i den västra delen av landet, 1 800 km nordväst om huvudstaden Jakarta. Toppen på Gle Pancu är 110 meter över havet.
Terrängen runt Gle Pancu är kuperad åt sydväst, men åt sydost är den platt. Havet är nära Gle Pancu åt nordväst. Runt Gle Pancu är det mycket tätbefolkat, med 1 018 invånare per kvadratkilometer. Närmaste större samhälle är Banda Aceh, 9,6 km öster om Gle Pancu. 